# Alexandre von Benckendorff (1849-1917)
Pour les articles homonymes, voir Alexandre von Benckendorff et Famille von Benckendorff.
Le comte Alexandre-Philippe-Constantin-Louis von Benckendorff (en russe : Александр Константинович Бенкендорф, Alexandre Konstantinovitch Benkendorf), né le 1er août 1849 à Berlin et mort le 29 décembre 1916 (11 janvier 1917 dans le calendrier grégorien) à Londres, est un diplomate de la Russie impériale, descendant de la famille allemande de la Baltique des Benckendorff.

## Biographie
Alexandre von Benckendorff est le fils du comte Constantin von Benckendorff (1816-1858) et de la comtesse, née princesse Louise de Croÿ (1825-1890). Il est ainsi le cousin de l'ambassadeur d'Allemagne à Londres en même temps que lui (1912/14), le prince Karl Max von Lichnowski, dont la mère est née princesse Marie de Croÿ ; il est baptisé dans la religion catholique de sa mère, contrairement à ses ancêtres paternels luthériens. C'est aussi le frère du comte Paul von Benckendorff (1853-1921). Il fait ses études en France et en Allemagne.
Il entre au ministère des Affaires étrangères en 1868, sous le règne d'Alexandre II et sert d'abord aux légations russes de Florence et de Rome. Il est élevé au rang de Kammerjunker en mars 1871. En 1872, il est nommé secrétaire de gouvernement. Il est en disponibilité de 1876 à 1886, où il se retire sur ses terres en Russie. En 1883, il est nommé maître de cérémonie à la cour, où son frère est aussi en service. Le comte est nommé premier secrétaire à l'ambassade de Russie de Rome en 1886, puis de Vienne. Il est conseiller d'ambassade et chargé d'affaires à Vienne en 1895. De 1897 à 1902, il est envoyé extraordinaire et ministre plénipotentiaire de Russie au Danemark, tout en accomplissant certaines charges honorifiques de maître de cérémonie à la cour impériale. Il est proche à cette époque de la famille maternelle danoise de l'empereur. Il est élevé au rang de Hofmeister (maître de cour), en 1899.
De 1902 à 1916, le comte von Benckendorff est ambassadeur plénipotentiaire et extraordinaire à Londres. C'est un anglophile convaincu, en faveur de la future Triple-Entente. Il prend part aux négociations de 1903 et de 1907 ayant trait à la politique anglo-russe en Asie mineure et au Moyen-Orient, ainsi qu'à la conférence des ambassadeurs des Puissances de décembre 1912, à Londres. Il reçoit les félicitations personnelles de Nicolas II, après la conférence. Lorsque la montée des périls intervient à la veille de la Première Guerre mondiale, le comte négocie rapidement des accords entre les puissances alliées, ainsi qu'au début de la guerre. Il traite avec la Grande-Bretagne, la France, l'Italie (à propos de son entrée en guerre en 1915), négocie la déclaration contre toute paix séparée en 1915 entre la Grande-Bretagne, la France, l'Italie, et le Japon, ainsi que des négociations avec les États-Unis en 1916.
Il meurt à Londres de la grippe espagnole et il est enterré à la crypte de la cathédrale catholique de Westminster, où il venait souvent prier.
Il était l'époux de la comtesse Sophie Chouvaloff (Chouvalova en translittération moderne), née en 1857 et morte en 1928, fille du comte Pierre Chouvaloff (1819-1900), ancien président de l'assemblée de la noblesse de Saint-Pétersbourg. Leur fils cadet est tué au front en Prusse en 1915. Leur survivent un fils aîné et une fille qui se marie en Angleterre.